# Dayang Noor Camelia Abang Khalid
Camelia (n. 20 iunie 1974, Kuching, Sarawak, Malaysia ca Dayang Noor Camelia Abang Khalid) este o cântăreață și fotomodel din Malaysia.
A câștigat cu albumul  Anugerah Industri Muzik (AIM), titlul de cea mai bună artistă nouă (Best New Artist) și  cea mai bună performanță vocală (Best Vocal Performance). Din anul 2003 face reclamă ca manechin pentru L'Oréal, Heuer, Wacoal, Epson, Pantene și Omega. Ea a fost căsătorită până în anul 1999 cu  Mohd Ehsan Tun Ahmad Zaidi, de care a divorțat.

## Discografie

### Albume
- Album

```
  1. Camelia (1997) Camelia (1997)
  2. I,II,III (1998) I, II, III (1998)
  3. Memori (1999) Memori (1999)
  4. Mimpi (2001) Mimpi (2001)
  5. Untukmu (2003) Untukmu (2003)
  6. Mysticam (2007) Mysticam (2007) 
```

- Camelia (1997)

```
  1. Dengarlah Kasih 
  2. Kini Berakhir
  3. Kau Teristimewa 
  4. Erti Kehidupan 
  5. Menuju Usia 
  6. Khas Buatmu 
  7. Bersama Bersama
  8. Kau Di Hatiku 
  9. Hari Bahagia 
 10. Rindu Padanya
```

- I, II, III (1998)

```
  1. Satu Dua Tiga Empat Lima 
  2. Tanpa Cintamu 
  3. Permata Hatiku 
  4. Milikku Jua 
  5. Hatiku Hatiku
  6. Without you (Fără tine) 
```

- Memori (1999)

```
  1. Insan Di Kota 
  2. Akhirnya 
  3. Memori 
  4. Hidupku Masih Bererti 
  5. Suratan Atau Kebetulan 
  6. Janjiku 
  7. Di Sisimu 
  8. Siapakah 
  9. Pisah 
 10. Ku Izinkan Kasih 
 11. Erti Kehidupan (Sho Nuff Mix) 
```

- Untukmu (2003)

```
  1. Kini Bebas 
  2. Dugaan Merindu 
  3. Hanya Ilusi 
  4. Duniaku 
  5. Bersamamu 
  6. Mimpi 
  7. Bukan Yang Terbaik 
  8. Angan Dan Harapan
  9. Feel Me 
 10. Terlanjur Sayang 
```

- Mysticam (2007)

```
  1. Hypnosis (Hipnoză)
  2. Jari Jemari feat Tony 
  3. Puteri Santubong feat Arafah 
  4. Du Du Du 
  5. Kool Kool
  6. Seiring Sejalan feat Joe Filizzow 
  7. Cong 
  8. Closer 
  9. Jari Jemari Clubmix 
 10. Seiring Sejalan Clubmix
```